# USS Mason (DDG-87)
El USS Mason (DDG-87) es un destructor de la clase Arleigh Burke en servicio con la Armada de los Estados Unidos. Fue puesto en gradas en 2000, botado en 2001 y asignado en 2003.

## Construcción
A cargo de Bath Iron Works, fue iniciado el 20 de enero de 2000, botado el 23 de junio de 2001 y asignado el 12 de abril de 2003. Su nombre USS Mason honra a Hewton E. Mason.

## Historial de servicio

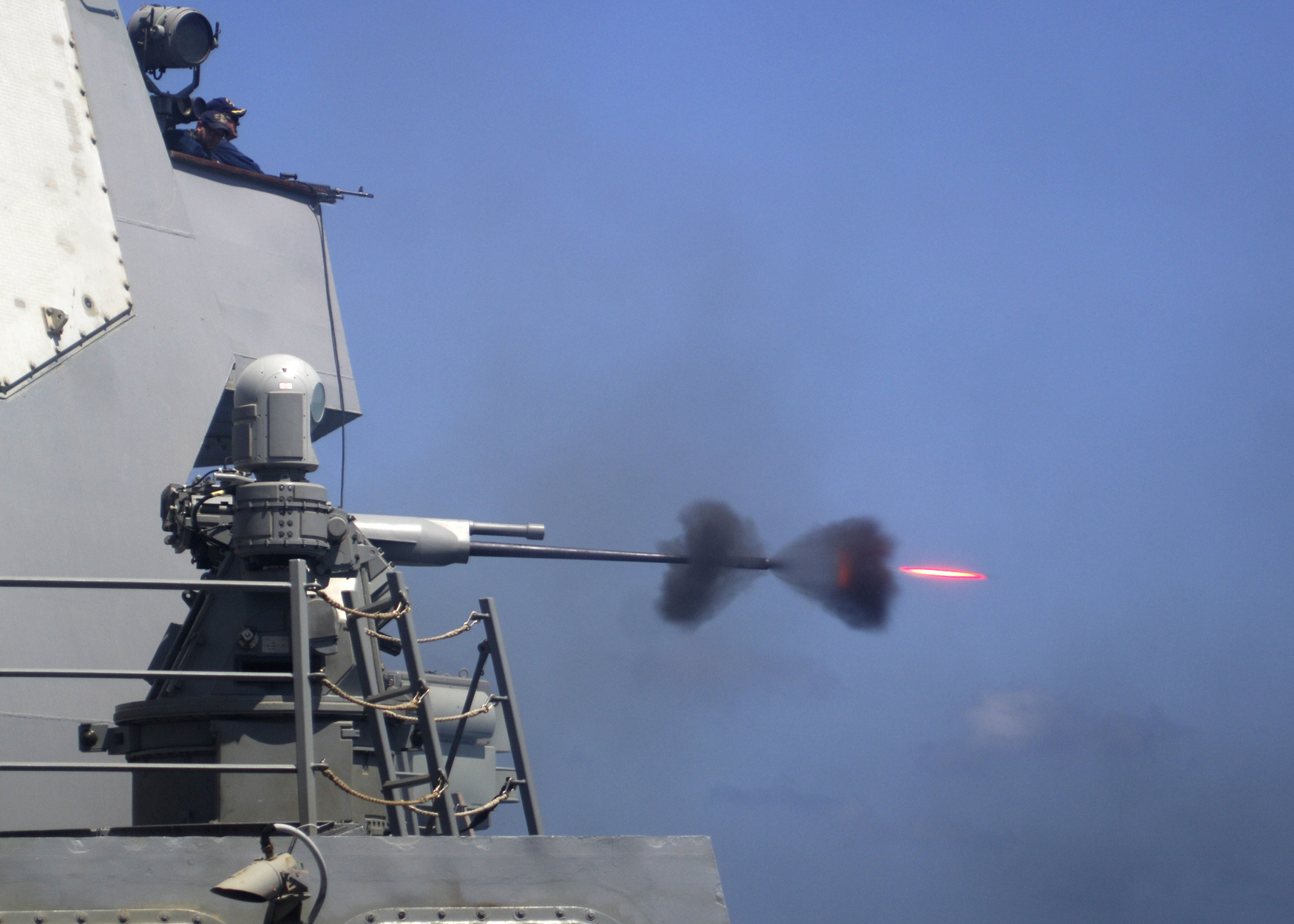
Disparando un cañón MK-38 de 25 mm del USS Mason (DDG-87) durante un ejercicio militar, año 2011.

Su actual apostadero es la base naval de Norfolk, Virginia.
El 14 de octubre de 2023, poco después de iniciarse la Guerra Israel-Gaza de 2023, el secretario de Defensa de Estados Unidos, Lloyd Austin, dirigió al Dwight D. Eisenhower y su grupo de ataque de portaaviones, que incluye el crucero Philippine Sea, junto con el Mason y los destructores gemelos Laboon y Gravely, hacia el Mediterráneo oriental en respuesta a la guerra de Israel contra Hamás. Este fue el segundo grupo de ataque de portaaviones que se envió a la región en respuesta al conflicto, después del Gerald R. Ford y su grupo, que fue enviado sólo seis días antes.
El 13 de diciembre de 2023, Mason derribó en defensa propia un dron lanzado desde una zona de Yemen controlada por los hutíes, que se dirigía directamente hacia el Mason. El Mason estaba en ese momento respondiendo a la llamada de socorro emitida por el petrolero Ardmore Encounter. Las fuerzas hutíes habían intentado sin éxito abordar el petrolero en esquifes, intercambiaron disparos con los guardias armados del barco y luego dispararon dos misiles en dirección al Ardmore Encounter, lo que provocó la llamada de socorro. El camión cisterna transportaba combustible para aviones desde la India a los Países Bajos y Suecia.
El 12 de enero de 2024, Philippine Sea, Mason y Gravely dispararon misiles de crucero BGM-109 Tomahawk contra los rebeldes hutíes respaldados por Irán en Yemen (Ataques en Yemen de enero de 2024). En los ataques también participaron aviones del Carrier Air Wing Three, embarcados en el portaaviones Dwight D. Eisenhower.